# Mizuno Crystal Building
Le Mizuno Crystal Building (ミズノクリスタ) appelé aussi Mizuno Crysta est un gratte-ciel construit dans l'arrondissement Suminoe-ku à Osaka en 1992. Il mesure 147 mètres de hauteur. 
L'immeuble abrite le siège social de la société d'équipement sportif Mizuno.
L'immeuble a été conçu par l'agence d'architecture Nikken Sekkei.